# リチェルカーレ
リチェルカーレ（伊: ricercare）は、ルネサンス音楽や初期バロック音楽における器楽曲の様式のひとつ。"ricercare" は「探求」を意味するイタリア語で、英語の "research" と同じ語源である。この名称は15世紀にはすでに用いられているが、これは前奏曲的な機能を示しており、後に続く楽曲の旋法や調を「探し求める」ことに由来する。

## 形式
リチェルカーレと称される楽曲には主に2種類あり、ひとつにはホモフォニックなスタイルで書かれた即興的なもので、こちらはいわゆるトッカータに近いものである。
もう一方では模倣的な楽曲で、フーガと同様にいくつかの声部からなり、曲の冒頭でひとつの声部に示された主題が次々と他の声部に模倣される。ただし傾向として、幻想曲（ファンタジア）やカンツォーナに比べると段落が少なく、拍子が途中から変わることはあまり無い。ひとつの主題を持つものが多いが、2～3つの主題を用いるものもしばしば見られる。時として主題は曲の途中から変形、装飾される。

## 主な作曲家
- フランチェスコ・ダ・ミラノ（Francesco Canova da Milano, 1497-1543）
多数のリュート用のリチェルカーレを作曲。ルネサンスリュートにおける最高の作品群のひとつとされる。
- ジローラモ・フレスコバルディ（Girolamo Frescobaldi, 1583-1643）
鍵盤楽器のためのリチェルカーレを多く作曲した。
- ドメニコ・ガブリエッリ（Domenico Gabrielli, 1651 or 1659–1690）
無伴奏チェロのためのリチェルカーレを作曲した。
- ヨハン・ゼバスティアン・バッハ（Johann Sebastian Bach, 1685-1750）
『音楽の捧げもの』（BWV 1079）に収められている2曲のフーガは「リチェルカーレ」と題されている。